# Spirit (album của Leona Lewis)
Spirit là album phòng thu đầu tay của ca sĩ người Anh Leona Lewis, phát hành tại Vương quốc Anh và Ireland vào ngày 9 tháng 11 năm 2007 bởi Syco Music, trước khi ra mắt trên toàn thế giới vào đầu năm 2008. Sau khi giành chiến thắng trong chương trình truyền hình thực tế về ca hát The X Factor mùa thứ ba vào tháng 12 năm 2006, Lewis bắt đầu thu âm album tại Thụy Điển, Vương quốc Anh và Hoa Kỳ, hợp tác với nhiều nhạc sĩ và nhà sản xuất đương đại, như Steve Mac, Akon, Stargate và Ryan Tedder. Ngoài ra, Lewis cũng thể hiện lại "I Will Be" của Avril Lavigne, "Homeless" của Darin và "The First Time Ever I Saw Your Face" của Ewan MacColl, bên cạnh đĩa đơn chiến thắng The X Factor "A Moment Like This", một bản hát lại của Kelly Clarkson. Quá trình phát hành Spirit cũng đánh dấu lần đầu tiên một quán quân của chương trình tìm kiếm tài năng truyền hình ở Vương quốc Anh được ra mắt cùng lúc trên toàn cầu với album đầu tay. Một phiên bản cao cấp của album cũng được phát hành lại, với một số bài hát mới. 
Sau khi phát hành, Spirit nhận được những phản ứng đa phần là tích cực từ các nhà phê bình âm nhạc, những người đánh giá cao chất giọng nội lực của Lewis. Ngoài ra, album còn giúp nữ ca sĩ nhận được đề cử tại giải Brit năm 2008 cho Album Anh quốc của năm và giải Grammy cho Album giọng pop xuất sắc nhất tại lễ trao giải thường niên lần thứ 51. Spirit gặt hái nhiều thành công lớn về mặt thương mại, đứng đầu các bảng xếp hạng tại Úc, Áo, Canada, Đức, Ireland, New Zealand, Thụy Sĩ và Vương quốc Anh, nơi tác phẩm phá vỡ nhiều kỷ lục về lượng tiêu thụ trong tuần đầu. Album cũng lọt vào top 10 ở hầu hết những thị trường khác, bao gồm vươn đến top 5 tại Đan Mạch, Hà Lan, Ý, Nhật Bản, Ba Lan và Thụy Điển. Spirit ra mắt ở vị trí số một trên bảng xếp hạng Billboard 200 tại Hoa Kỳ với 205,000 bản được tiêu thụ trong tuần đầu, trở thành album quán quân đầu tiên của Lewis tại đây và giúp cô trở thành nghệ sĩ hát đơn người Anh đầu tiên đứng đầu bảng xếp hạng với album đầu tay.
Bảy đĩa đơn đã được phát hành từ Spirit, bao gồm hai đĩa đơn từ bản cao cấp. Đĩa đơn chủ đạo "Bleeding Love" đứng đầu bảng xếp hạng ở 36 quốc gia, cũng như được đề cử cho Thu âm của năm và Trình diễn giọng pop nữ xuất sắc nhất tại giải Grammy lần thứ 51, và Đĩa đơn Anh quốc của năm tại giải Brit năm 2008. Đĩa đơn tiếp theo "Better in Time" cũng đạt thành tích tốt, lọt vào top 10 ở 13 quốc gia và đứng vị trí thứ 11 trên bảng xếp hạng Billboard Hot 100. Sau màn trình diễn "Run" của Snow Patrol tại Live Lounge được đón nhận nồng nhiệt, Lewis thu âm một bản hát lại cho bản tái phát hành của album, sau đó được chọn làm đĩa đơn nhạc số tại Vương quốc Anh và đạt vị trí số một. Để quảng bá album, Lewis thực hiện chuyến lưu diễn The Labyrinth tại Châu Âu. Spirit đã bán được hơn tám triệu bản trên toàn thế giới, và vẫn là album đầu tay bán chạy nhất của một nghệ sĩ nữ tại Vương quốc Anh, đồng thời được công nhận là một trong những album bán chạy nhất thế kỷ 21 tại đây.

## Danh sách bài hát
| Spirit – Phiên bản tiêu chuẩn quốc tế | Spirit – Phiên bản tiêu chuẩn quốc tế | Spirit – Phiên bản tiêu chuẩn quốc tế                                               | Spirit – Phiên bản tiêu chuẩn quốc tế | Spirit – Phiên bản tiêu chuẩn quốc tế |
| STT                                   | Nhan đề                               | Sáng tác                                                                            | Sản xuất                              | Thời lượng                            |
| ------------------------------------- | ------------------------------------- | ----------------------------------------------------------------------------------- | ------------------------------------- | ------------------------------------- |
| 1.                                    | "Bleeding Love"                       | Ryan Tedder Jesse McCartney                                                         | Ryan Tedder                           | 4:23                                  |
| 2.                                    | "Whatever It Takes"                   | Tony Reyes Leona Lewis Alonzo "Novel" Stevenson                                     | Dallas Austin Novel                   | 3:27                                  |
| 3.                                    | "Homeless"                            | Jörgen Elofsson                                                                     | Steve Mac                             | 3:50                                  |
| 4.                                    | "Better in Time"                      | Jonathan Rotem Andrea Martin                                                        | J. R. Rotem                           | 3:54                                  |
| 5.                                    | "Yesterday"                           | Sam Watters Louis Biancaniello Nina Woodford Jordan Omley Michael Mani              | The JAM The Runaways                  | 3:54                                  |
| 6.                                    | "Take a Bow"                          | Watters Biancaniello Wayne Wilkins Tedder                                           | The Runaways Wilkins Tedder           | 3:54                                  |
| 7.                                    | "I Will Be"                           | Avril Lavigne Max Martin Lukasz Gottwald                                            | Dr. Luke                              | 3:59                                  |
| 8.                                    | "Angel"                               | Mikkel Storleer Eriksen Tor Erik Hermansen Espen Lind Amund Bjørklund Johntá Austin | StarGate                              | 4:14                                  |
| 9.                                    | "Here I Am"                           | Walter Afanasieff Brett James Lewis                                                 | Walter Afanasieff                     | 4:52                                  |
| 10.                                   | "I'm You"                             | Shaffer Smith Eric Hudson                                                           | Eric Hudson                           | 3:48                                  |
| 11.                                   | "The Best You Never Had"              | Billy Steinberg Josh Alexander                                                      | Steinberg Alexander                   | 3:43                                  |
| 12.                                   | "The First Time Ever I Saw Your Face" | Ewan MacColl                                                                        | Wilkins The Runaways                  | 4:26                                  |
| 13.                                   | "Footprints in the Sand"              | Richard Page Per Magnusson David Kreuger Simon Cowell                               | Steve Mac                             | 4:09                                  |

| Spirit – Phiên bản tái bản tại Úc (bản nhạc bổ sung) | Spirit – Phiên bản tái bản tại Úc (bản nhạc bổ sung) | Spirit – Phiên bản tái bản tại Úc (bản nhạc bổ sung) | Spirit – Phiên bản tái bản tại Úc (bản nhạc bổ sung) | Spirit – Phiên bản tái bản tại Úc (bản nhạc bổ sung) |
| STT                                                  | Nhan đề                                              | Sáng tác                                             | Sản xuất                                             | Thời lượng                                           |
| ---------------------------------------------------- | ---------------------------------------------------- | ---------------------------------------------------- | ---------------------------------------------------- | ---------------------------------------------------- |
| 14.                                                  | "Forgive Me"                                         | Aliuane Thiam Claude Kelly Giorgio Tuinfort          | Akon                                                 | 3:39                                                 |

| Spirit – Phiên bản tại Ireland và Vương quốc Anh (bản nhạc bổ sung) | Spirit – Phiên bản tại Ireland và Vương quốc Anh (bản nhạc bổ sung) | Spirit – Phiên bản tại Ireland và Vương quốc Anh (bản nhạc bổ sung) | Spirit – Phiên bản tại Ireland và Vương quốc Anh (bản nhạc bổ sung) | Spirit – Phiên bản tại Ireland và Vương quốc Anh (bản nhạc bổ sung) |
| STT                                                                 | Nhan đề                                                             | Sáng tác                                                            | Sản xuất                                                            | Thời lượng                                                          |
| ------------------------------------------------------------------- | ------------------------------------------------------------------- | ------------------------------------------------------------------- | ------------------------------------------------------------------- | ------------------------------------------------------------------- |
| 14.                                                                 | "A Moment Like This"                                                | Elofsson John Reid                                                  | Steve Mac                                                           | 4:17                                                                |

| Spirit – Phiên bản tại Nhật Bản (bản nhạc bổ sung) | Spirit – Phiên bản tại Nhật Bản (bản nhạc bổ sung) | Spirit – Phiên bản tại Nhật Bản (bản nhạc bổ sung) | Spirit – Phiên bản tại Nhật Bản (bản nhạc bổ sung) | Spirit – Phiên bản tại Nhật Bản (bản nhạc bổ sung) |
| STT                                                | Nhan đề                                            | Sáng tác                                           | Sản xuất                                           | Thời lượng                                         |
| -------------------------------------------------- | -------------------------------------------------- | -------------------------------------------------- | -------------------------------------------------- | -------------------------------------------------- |
| 15.                                                | "Forgiveness"                                      | Lewis Salaam Remi Kara DioGuardi                   | Salaam Remi DioGuardi                              | 4:19                                               |
| 16.                                                | "You Bring Me Down"                                | Lewis Remi Phillip "Taj" Jackson                   | Remi Jackson                                       | 3:54                                               |

| Spirit – Phiên bản cao cấp năm 2008 | Spirit – Phiên bản cao cấp năm 2008    | Spirit – Phiên bản cao cấp năm 2008                                                    | Spirit – Phiên bản cao cấp năm 2008 | Spirit – Phiên bản cao cấp năm 2008 |
| STT                                 | Nhan đề                                | Sáng tác                                                                               | Sản xuất                            | Thời lượng                          |
| ----------------------------------- | -------------------------------------- | -------------------------------------------------------------------------------------- | ----------------------------------- | ----------------------------------- |
| 4.                                  | "Better in Time" (bản đĩa đơn)         | Rotem A. Martin                                                                        | Rotem                               | 3:52                                |
| 13.                                 | "Footprints in the Sand" (bản đĩa đơn) | Page Magnusson Kreuger Cowell                                                          | Mac                                 | 3:56                                |
| 14.                                 | "A Moment Like This"                   | Elofsson John Reid                                                                     | Steve Mac                           | 4:17                                |
| 15.                                 | "Forgive Me"                           | Thiam Kelly Tuinfort                                                                   | Akon                                | 3:39                                |
| 16.                                 | "Misses Glass"                         | Theron Thomas Terry Thomas II                                                          | MaddScientist                       | 3:40                                |
| 17.                                 | "Run"                                  | Gary Lightbody Jonathan Quinn Mark McClelland Nathan Connolly Iain Archer Jacknife Lee | Steve Robson                        | 5:12                                |

| Spirit – Phiên bản cao cấp tại Nhật Bản (bản nhạc bổ sung) | Spirit – Phiên bản cao cấp tại Nhật Bản (bản nhạc bổ sung) | Spirit – Phiên bản cao cấp tại Nhật Bản (bản nhạc bổ sung) | Spirit – Phiên bản cao cấp tại Nhật Bản (bản nhạc bổ sung) | Spirit – Phiên bản cao cấp tại Nhật Bản (bản nhạc bổ sung) |
| STT                                                        | Nhan đề                                                    | Sáng tác                                                   | Sản xuất                                                   | Thời lượng                                                 |
| ---------------------------------------------------------- | ---------------------------------------------------------- | ---------------------------------------------------------- | ---------------------------------------------------------- | ---------------------------------------------------------- |
| 4.                                                         | "Better in Time" (bản đĩa đơn)                             | Rotem A. Martin                                            | Rotem                                                      | 3:52                                                       |
| 13.                                                        | "Footprints in the Sand" (bản đĩa đơn)                     | Page Magnusson Kreuger Cowell                              | Mac                                                        | 3:56                                                       |
| 14.                                                        | "A Moment Like This"                                       | Elofsson John Reid                                         | Steve Mac                                                  | 4:17                                                       |
| 15.                                                        | "Forgiveness"                                              | Lewis Remi DioGuardi                                       | Remi DioGuardi                                             | 4:19                                                       |
| 16.                                                        | "You Bring Me Down"                                        | Lewis Remi Phillip "Taj" Jackson                           | Remi Jackson                                               | 3:54                                                       |
| 17.                                                        | "Forgive Me"                                               | Thiam Kelly Tuinfort                                       | Akon                                                       | 3:39                                                       |
| 18.                                                        | "Misses Glass"                                             | Thomas Thomas II                                           | MaddScientist                                              | 3:40                                                       |
| 19.                                                        | "Run"                                                      | Lightbody Quinn McClelland Connolly Archer Lee             | Robson                                                     | 5:12                                                       |

| Spirit – Phiên bản cao cấp (DVD kèm theo) | Spirit – Phiên bản cao cấp (DVD kèm theo) | Spirit – Phiên bản cao cấp (DVD kèm theo) | Spirit – Phiên bản cao cấp (DVD kèm theo) |
| STT                                       | Nhan đề                                   | Đạo diễn                                  | Thời lượng                                |
| ----------------------------------------- | ----------------------------------------- | ----------------------------------------- | ----------------------------------------- |
| 1.                                        | "Bleeding Love" (bản Anh quốc)            | Melina Matsoukas                          | 4:23                                      |
| 2.                                        | "Bleeding Love" (bản Hoa Kỳ)              | Jessy Terrero                             | 4:38                                      |
| 3.                                        | "Better in Time"                          | Sophie Muller                             | 3:58                                      |
| 4.                                        | "Footprints in the Sand"                  | Sophie Muller                             | 3:59                                      |
| 5.                                        | "Forgive Me"                              | Wayne Isham                               | 3:28                                      |
| 6.                                        | "A Moment Like This"                      | JT                                        | 4:17                                      |

| Spirit – Phiên bản tại Bắc Mỹ | Spirit – Phiên bản tại Bắc Mỹ         | Spirit – Phiên bản tại Bắc Mỹ              | Spirit – Phiên bản tại Bắc Mỹ | Spirit – Phiên bản tại Bắc Mỹ |
| STT                           | Nhan đề                               | Sáng tác                                   | Sản xuất                      | Thời lượng                    |
| ----------------------------- | ------------------------------------- | ------------------------------------------ | ----------------------------- | ----------------------------- |
| 1.                            | "Bleeding Love"                       | Tedder McCartney                           | Tedder                        | 4:22                          |
| 2.                            | "Better in Time"                      | Rotem A. Martin                            | Rotem                         | 3:54                          |
| 3.                            | "I Will Be"                           | M. Martin Lavigne Gottwald                 | Dr. Luke                      | 3:58                          |
| 4.                            | "I'm You"                             | Smith Hudson                               | Hudson                        | 3:47                          |
| 5.                            | "Forgive Me"                          | Thiam Kelly Tuinfort                       | Akon                          |                               |
| 6.                            | "Misses Glass"                        | Thomas Thomas II                           | MaddScientist                 | 3:40                          |
| 7.                            | "Angel"                               | Eriksen Hermansen Lind Bjørklund J. Austin | StarGate                      | 4:14                          |
| 8.                            | "The First Time Ever I Saw Your Face" | MacColl                                    | Wilkins The Runaways          | 4:25                          |
| 9.                            | "Yesterday"                           | Watters Biancaniello Woodford Omley Mani   | The JAM The Runaways          | 3:53                          |
| 10.                           | "Whatever It Takes"                   | Reyes Lewis Stevenson                      | D. Austin Novel               | 3:27                          |
| 11.                           | "Take a Bow"                          | Watters Biancaniello Wilkins Tedder        | The Runaways Wilkins Tedder   | 3:53                          |
| 12.                           | "Footprints in the Sand"              | Page Magnusson Kreuger Cowell              | Mac                           | 4:07                          |
| 13.                           | "Here I Am"                           | Afanasieff James Lewis                     | Afanasieff                    | 4:50                          |

| Spirit – Phiên bản nhạc số tại Thụy Sĩ (bản nhạc bổ sung) | Spirit – Phiên bản nhạc số tại Thụy Sĩ (bản nhạc bổ sung) | Spirit – Phiên bản nhạc số tại Thụy Sĩ (bản nhạc bổ sung) | Spirit – Phiên bản nhạc số tại Thụy Sĩ (bản nhạc bổ sung) | Spirit – Phiên bản nhạc số tại Thụy Sĩ (bản nhạc bổ sung) |
| STT                                                       | Nhan đề                                                   | Sáng tác                                                  | Sản xuất                                                  | Thời lượng                                                |
| --------------------------------------------------------- | --------------------------------------------------------- | --------------------------------------------------------- | --------------------------------------------------------- | --------------------------------------------------------- |
| 14.                                                       | "Bleeding Love" (Jason Nevins Extended Remix)             | Tedder McCartney                                          | Tedder                                                    | 6:01                                                      |

| Spirit – Phiên bản trên iTunes Store tại Bắc Mỹ (bản nhạc bổ sung) | Spirit – Phiên bản trên iTunes Store tại Bắc Mỹ (bản nhạc bổ sung) | Spirit – Phiên bản trên iTunes Store tại Bắc Mỹ (bản nhạc bổ sung) | Spirit – Phiên bản trên iTunes Store tại Bắc Mỹ (bản nhạc bổ sung) | Spirit – Phiên bản trên iTunes Store tại Bắc Mỹ (bản nhạc bổ sung) |
| STT                                                                | Nhan đề                                                            | Sáng tác                                                           | Sản xuất                                                           | Thời lượng                                                         |
| ------------------------------------------------------------------ | ------------------------------------------------------------------ | ------------------------------------------------------------------ | ------------------------------------------------------------------ | ------------------------------------------------------------------ |
| 14.                                                                | "The Best You Never Had"                                           | Steinberg Alexander                                                | Steinberg Alexander                                                | 3:42                                                               |
| 15.                                                                | "You Bring Me Down"                                                | Lewis Remi Jackson                                                 | Remi Jackson                                                       | 3:54                                                               |
| 16.                                                                | "Bleeding Love" (bản Hoa Kỳ) (video ca nhạc)                       |                                                                    |                                                                    | 4:38                                                               |
| 17.                                                                | "Bleeding Love" (Jason Nevins Extended Remix) (đối với đặt trước)  | Tedder McCartney                                                   | Tedder                                                             | 6:01                                                               |

| Spirit – Phiên bản cao cấp tại Bắc Mỹ (bản nhạc bổ sung) | Spirit – Phiên bản cao cấp tại Bắc Mỹ (bản nhạc bổ sung) | Spirit – Phiên bản cao cấp tại Bắc Mỹ (bản nhạc bổ sung) | Spirit – Phiên bản cao cấp tại Bắc Mỹ (bản nhạc bổ sung) | Spirit – Phiên bản cao cấp tại Bắc Mỹ (bản nhạc bổ sung) |
| STT                                                      | Nhan đề                                                  | Sáng tác                                                 | Sản xuất                                                 | Thời lượng                                               |
| -------------------------------------------------------- | -------------------------------------------------------- | -------------------------------------------------------- | -------------------------------------------------------- | -------------------------------------------------------- |
| 2.                                                       | "Better in Time" (bản đĩa đơn)                           | Rotem A. Martin                                          | Rotem                                                    | 3:52                                                     |
| 12.                                                      | "Footprints in the Sand" (bản đĩa đơn)                   | Page Magnusson Kreuger Cowell                            | Mac                                                      | 3:56                                                     |
| 14.                                                      | "Myself" (với Novel)                                     | Stevenson Justin E. Boykin Graham N. Marsh               | Novel                                                    | 3:50                                                     |
| 15.                                                      | "Run" (bản đĩa đơn)                                      | Lightbody Quinn McClelland Connolly Archer Lee           | Robson                                                   | 4:37                                                     |
| 16.                                                      | "Forgiveness"                                            | Lewis Remi DioGuardi                                     | Remi DioGuardi                                           | 4:20                                                     |
| 17.                                                      | "Bleeding Love" (Jason Nevins Rockin' Radio Mix)         | Tedder McCartney                                         | Tedder                                                   | 3:41                                                     |

| Spirit – Phiên bản cao cấp tại Bắc Mỹ (DVD kèm theo) | Spirit – Phiên bản cao cấp tại Bắc Mỹ (DVD kèm theo) | Spirit – Phiên bản cao cấp tại Bắc Mỹ (DVD kèm theo) | Spirit – Phiên bản cao cấp tại Bắc Mỹ (DVD kèm theo) |
| STT                                                  | Nhan đề                                              | Đạo diễn                                             | Thời lượng                                           |
| ---------------------------------------------------- | ---------------------------------------------------- | ---------------------------------------------------- | ---------------------------------------------------- |
| 1.                                                   | "Bleeding Love" (bản Hoa Kỳ)                         | Jessy Terrero                                        | 4:38                                                 |
| 2.                                                   | "Bleeding Love" (bản Anh quốc)                       | Melina Matsoukas                                     | 4:22                                                 |
| 3.                                                   | "Better in Time"                                     | Sophie Muller                                        | 3:57                                                 |
| 4.                                                   | "Footprints in the Sand"                             | Sophie Muller                                        | 3:52                                                 |
| 5.                                                   | "Forgive Me"                                         | Wayne Isham                                          | 3:28                                                 |
| 6.                                                   | "Run"                                                | Jake Nava                                            | 4:50                                                 |
| 7.                                                   | "I Will Be"                                          | Sophie Muller                                        | 4:26                                                 |

## Xếp hạng
| Bảng xếp hạng (2007–10)                  | Vị trí cao nhất |
| ---------------------------------------- | --------------- |
| Album Úc (ARIA)                          | 1               |
| Album Áo (Ö3 Austria)                    | 1               |
| Album Bỉ (Ultratop Vlaanderen)           | 5               |
| Album Bỉ (Ultratop Wallonie)             | 21              |
| Album Canada (Billboard)                 | 1               |
| Album Đan Mạch (Hitlisten)               | 3               |
| Album Hà Lan (Album Top 100)             | 4               |
| Album Châu Âu (Billboard)                | 2               |
| Album Phần Lan (Suomen virallinen lista) | 14              |
| Album Pháp (SNEP)                        | 21              |
| Album Đức (Offizielle Top 100)           | 1               |
| Album Hy Lạp (IFPI)                      | 3               |
| Album Hungaria (MAHASZ)                  | 22              |
| Album Ireland (IRMA)                     | 1               |
| Album Ý (FIMI)                           | 5               |
| Album Nhật Bản (Oricon)                  | 5               |
| Album Mexico (Top 100 Mexico)            | 69              |
| Album New Zealand (RMNZ)                 | 1               |
| Album Na Uy (VG-lista)                   | 10              |
| Album Ba Lan (ZPAV)                      | 4               |
| Album Bồ Đào Nha (AFP)                   | 12              |
| Album Nam Phi (RISA)                     | 9               |
| Album Hàn Quốc Quốc tế (Circle)          | 38              |
| Album Tây Ban Nha (PROMUSICAE)           | 26              |
| Album Thụy Điển (Sverigetopplistan)      | 2               |
| Album Thụy Sĩ (Schweizer Hitparade)      | 1               |
| Album Đài Loan (Five Music)              | 5               |
| Album Anh Quốc (OCC)                     | 1               |
| Album Anh Quốc R&B (OCC)                 | 1               |
| Album Hoa Kỳ Billboard 200               | 1               |

| Bảng xếp hạng (2007)                | Vị trí |
| ----------------------------------- | ------ |
| Album Ireland (IRMA)                | 1      |
| Album Anh Quốc (OCC)                | 2      |
| Bảng xếp hạng (2008)                | Vị trí |
| Album Úc (ARIA)                     | 14     |
| Album Áo (Ö3 Austria)               | 16     |
| Album Bỉ (Ultratop Flanders)        | 24     |
| Album Bỉ (Ultratop Wallonia)        | 80     |
| Album Canada (Billboard)            | 13     |
| Album Đan Mạch (Hitlisten)          | 39     |
| Album Hà Lan (MegaCharts)           | 29     |
| Album Châu Âu (Billboard)           | 4      |
| Album Pháp (SNEP)                   | 68     |
| Album Đức (Offizielle Top 100)      | 12     |
| Album Hy Lạp Quốc tế (IFPI)         | 19     |
| Album Hungary (MAHASZ)              | 81     |
| Album Ireland (IRMA)                | 4      |
| Album Ý (FIMI)                      | 27     |
| Album Nhật Bản (Oricon)             | 70     |
| Album New Zealand (RMNZ)            | 21     |
| Album Thụy Điển (Sverigetopplistan) | 30     |
| Album Thụy Sĩ (Schweizer Hitparade) | 9      |
| Album Anh Quốc (OCC)                | 4      |
| Hoa Kỳ Billboard 200                | 19     |
| Toàn cầu (IFPI)                     | 6      |
| Bảng xếp hạng (2009)                | Vị trí |
| Album Áo (Ö3 Austria)               | 59     |
| Album Thụy Sĩ (Schweizer Hitparade) | 40     |
| Album Anh Quốc (OCC)                | 48     |
| Hoa Kỳ Billboard 200                | 102    |
| Bảng xếp hạng (2010)                | Vị trí |
| Album Anh Quốc (OCC)                | 153    |

| Bảng xếp hạng (2000–2009) | Vị trí |
| ------------------------- | ------ |
| Album Áo (Ö3 Austria)     | 46     |
| Album Anh Quốc (OCC)      | 4      |

| Bảng xếp hạng                   | Vị trí |
| ------------------------------- | ------ |
| Album Ireland Nghệ sĩ Nữ (IRMA) | 4      |
| Album Anh Quốc (OCC)            | 23     |

## Chứng nhận
| Quốc gia | Chứng nhận   | Số đơn vị/doanh số chứng nhận |
| --- | ------------ | ----------------------------- |
| Úc (ARIA) | Bạch kim     | 70.000^                       |
| Áo (IFPI Áo) | Bạch kim     | 20.000*                       |
| Bỉ (BEA) | Vàng         | 15.000*                       |
| Canada (Music Canada) | Bạch kim     | 100.000^                      |
| Pháp (SNEP) | Vàng         | 75.000*                       |
| Đức (BVMI) | 3× Bạch kim  | 900.000‡                      |
| Hy Lạp (IFPI Hy Lạp) | Vàng         | 7.500^                        |
| Hungary (Mahasz) | Vàng         | 3.000^                        |
| Ireland (IRMA) | 7× Bạch kim  | 105.000^                      |
| Ý (FIMI) | Vàng         | 35.000*                       |
| Nhật Bản (RIAJ) | Vàng         | 100.000^                      |
| Hà Lan (NVPI) | Vàng         | 35.000^                       |
| New Zealand (RMNZ) | Bạch kim     | 15.000^                       |
| Ba Lan (ZPAV) | Vàng         | 10.000*                       |
| Bồ Đào Nha (AFP) | Vàng         | 10.000^                       |
| Nga (NFPF) | Vàng         | 10.000*                       |
| Thụy Điển (GLF) | Vàng         | 20.000^                       |
| Thụy Sĩ (IFPI) | 2× Bạch kim  | 60.000^                       |
| Anh Quốc (BPI) | 10× Bạch kim | 3,132,668                     |
| Hoa Kỳ (RIAA) | Bạch kim     | 1.000.000^                    |
| Tổng hợp |              |                               |
| Châu Âu (IFPI) | 4× Bạch kim  | 4.000.000*                    |
| * Chứng nhận dựa theo doanh số tiêu thụ. ^ Chứng nhận dựa theo doanh số nhập hàng. ‡ Chứng nhận dựa theo doanh số tiêu thụ và phát trực tuyến. |              |                               |